# San Nicolás del Real Camino
San Nicolás del Real Camino est un village de la commune de Moratinos dans la comarque de Tierra de Campos de la province de Palencia dans la communauté autonome de Castille-et-León en Espagne.
Le village est situé sur le Camino francés du Pèlerinage de Saint-Jacques-de-Compostelle.

## Culture et patrimoine

### Pèlerinage de Compostelle

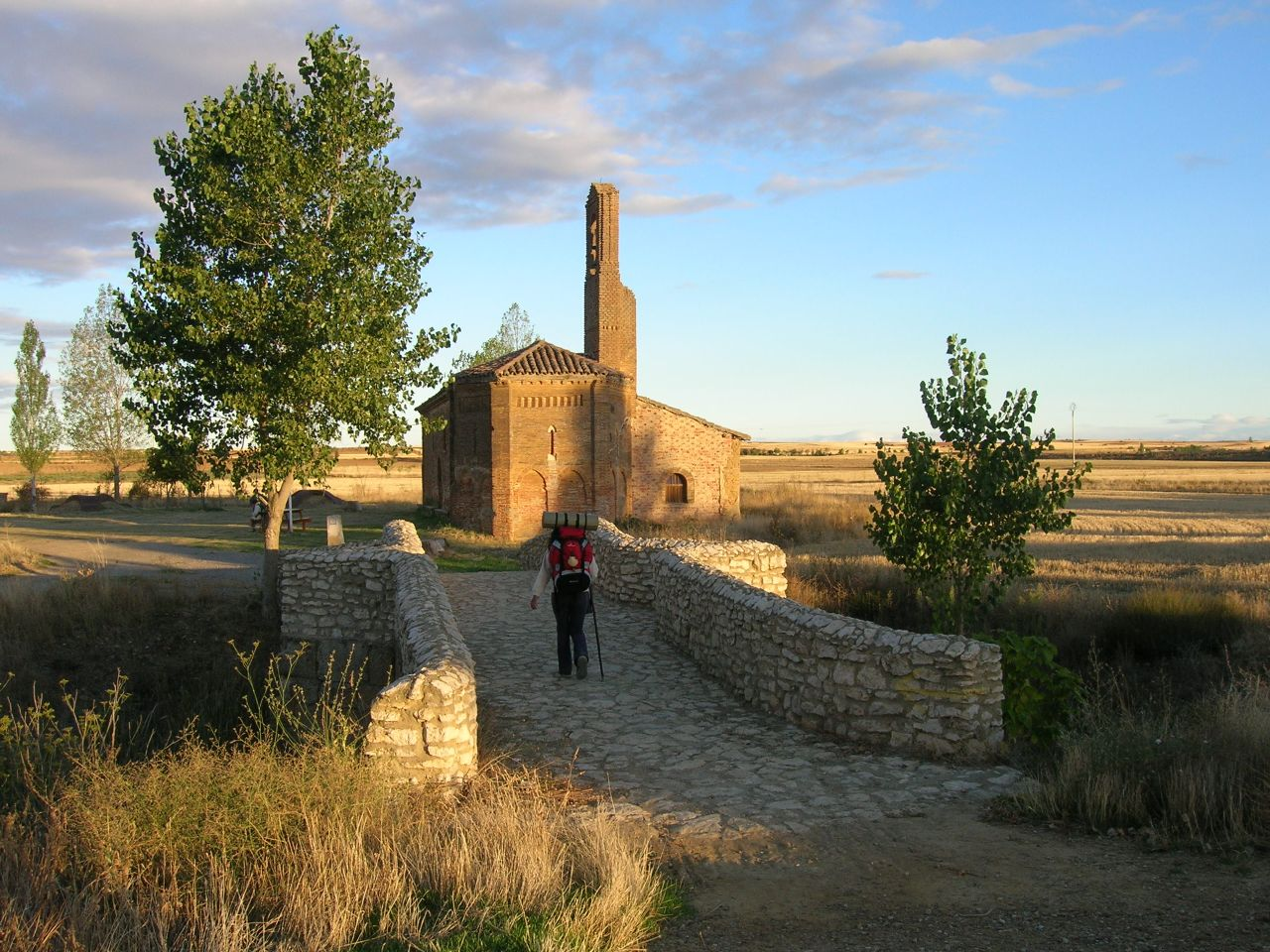
Ermita de la Virgen del Puente.

Sur le Camino francés du Pèlerinage de Saint-Jacques-de-Compostelle, on vient de Moratinos.
La prochaine halte est Sahagún, via le Valderaduey et l'Ermita de la Virgen del Puente.

### Sources et bibliographie
- (es) Cet article est partiellement ou en totalité issu de l’article de Wikipédia en espagnol intitulé « San Nicolás del Real Camino » (voir la liste des auteurs).
- Grégoire, J.-Y. & Laborde-Balen, L. , « Le Chemin de Saint-Jacques en Espagne - De Saint-Jean-Pied-de-Port à Compostelle - Guide pratique du pèlerin », Rando Éditions, mars 2006,  (ISBN 2-84182-224-9)
- « Camino de Santiago  St-Jean-Pied-de-Port - Santiago de Compostela », Michelin et Cie, Manufacture Française des Pneumatiques Michelin, Paris, 2009,  (ISBN 978-2-06-714805-5)
- « Le Chemin de Saint-Jacques Carte Routière », Junta de Castilla y León, Editorial Everest